# Threipmuir Reservoir
Das Threipmuir Reservoir ist ein Stausee in Schottland.

## Geographie
Der etwa drei Kilometer lange und 530 m breite See liegt im Süden der Council Area Edinburgh an der Westflanke der Pentland Hills. Die nächste Ortschaft ist das drei Kilometer nordwestlich gelegene Balerno. Südöstlich erhebt sich der 449 m hohe Hare Hill. Der Bach Bavelaw Burn, der wenige Kilometer südlich an den Hängen des East Cairn Hill entspringt, speist den See an der Ostseite. Er verlässt den Stausee über ein Wehr am Nordufer, um das nebenliegende Harlaw Reservoir zu befüllen. Dieses verlassend mündet der Bavelaw Burn in das Water of Leith, das schließlich in den Firth of Forth entwässert.

## Geschichte
Für die Planung des Stausees zeichnet der schottische Ingenieur James Jardine verantwortlich. Der Bau, welcher der Wasserversorgung Edinburghs diente, wurde 1843 begonnen und 1848 abgeschlossen. Obschon der staatliche Wasserversorger Scottish Water heute die Stauanlagen betreibt, wird das Wasser heute nicht mehr der Trinkwasserversorgung zugeführt. Zusammen mit dem Harlaw Reservoir liefert das Threipmuir Reservoir jedoch noch einen bedeutenden Beitrag zur Hochwasserprävention entlang des Water of Leith.

## Beschreibung
Am Nordostufer staut ein Erdwall von 400 m Länge und 9,4 m Höhe den See auf. Das maximal 5,2 m tiefe Threipmuir Reservoir vermag 2,36 Mio. m3 Wasser aufzunehmen. An der Kapazitätsgrenze weist der See eine Fläche von 94,8 ha auf.